# The Country Blues of John Lee Hooker
The Country Blues of John Lee Hooker è il terzo album in studio di John Lee Hooker, uscito nel 1959.

## Descrizione
É il primo disco di John Lee Hooker che contamina il blues tradizionale con il folk. Edito dalla Riverside, l'etichetta impose all'autore di registrare l'album con una strumentazione essenziale: voce e chitarra acustica. I brani presenti sono, per la maggior parte, reinterpretazioni di alcuni classici del delta blues. Nel long play sono più volte menzionati riferimenti e ricordi all'alluvione del Mississippi.

## Tracce
1. "Black Snake" (Blind Lemon Jefferson) – 3:33
2. "How Long Blues" (Leroy Carr) – 2:14
3. "Wobblin' Baby" – 2:51
4. "She's Long, She's Tall, She Weeps Like a Willow" – 2:47
5. "Pea Vine Special" (Charlie Patton) – 3:10
6. "Tupelo Blues" – 3:23
7. "I'm Prison Bound" (Carr) – 3:58
8. "I Rowed a Little Boat" – 3:28
9. "Water Boy" – 3:00
10. "Church Bell Tone" – 3:43
11. "Bundle Up and Go" – 2:13
12. "Good Morning Lil' School Girl" (Sonny Boy Williamson I) – 3:38
13. "Behind the Plow" – 4:22

## Formazione
- John Lee Hooker: voce, chitarra